# 1967年多哥政变
1967年多哥政变是1967年1月13日发生在西非国家多哥的一场不流血的军事政变。政变领导人艾蒂安·埃亚德马中校（后称纳辛贝·埃亚德马）推翻了1963年的政变中上台的第二任总统尼古拉·格鲁尼茨基。
政变成功后，多哥各政党被取缔，而宪法则被中止。其后，克莱伯·达乔上校作为民族和解委员会主席被任命为多哥临时总统，其后，他一直担任总统直到1967年4月14日埃亚德马就任总统为止。埃亚德马继续统治多哥，直到他于2005年2月5日逝世。 

### 书籍与期刊
- Kuranga, David Oladipupo. . Palgrave Macmillan. 2012  [2022-05-11]. ISBN 978-1-137-01993-6. （原始内容存档于2022-05-10）.
- Wurster, Patrick F.A. . Kevin Shillington  (编). . Taylor & Francis Group. 2005: 1566–1568. ISBN 1135456704.